# Омский вестник
«Омский вестник» — общественно-политическое издание на русском языке, издающееся в городе Омске Омской области России. Основано в 1909 г., возобновлено в 1991 году Периодичность выхода: еженедельно (пятница). Издатель: БУ «Омская правда».

## Учредители
Правительство Омской области и Законодательное Собрание Омской области.

## Материалы
Официальный печатный орган, публикующий законы Омской области и иные нормативные правовые акты органов государственной власти субъекта Российской Федерации.

## История
Первый номер газеты «Омский вестник» вышел в 1909 г. Газета выходила ежедневно в 1909–1918 годах. От 4 до 6 её полос набирались вручную, в ней были не только тексты различных объявлений, но и зарисовки, шаржи и фельетоны. Наряду с освещением местных событий и проблем немало места уделялось новостям из России и международной жизни.
После длительного перерыва издание было возобновлено в 1991 году. Президиум Омского областного Совета народных депутатов в целях всестороннего освещения становления полновластия советов в области, широкого информирования населения об их деятельности, обеспечения взаимодействия между органами советов и жителями области 8 августа 1990 года принял решение N 33 «О газете областного Совета народных депутатов» и объявил конкурс среди населения области на название газеты.
Омичи, неравнодушные к истории своего города, предложили дать новой газете знакомое название. Это подчеркнуло преемственность традиций российской журналистики и продиктовало некоторые принципы, взятые за основу в «новом-старом» издании: интерес к истории, объективность подачи материала, внимательное отношение к судьбам обычных людей.
28 октября 1990 года решением второй сессии Омского областного Совета народных депутатов двадцать первого созыва была учреждена газета «Омский вестник». Её первый номер вышел в феврале 1991 года.
С первых номеров газета широко освещала темы политики, экономики, культуры, социальной жизни, не избегая острых тем и отстаивая свои взгляды на происходящие в стране и регионе события. Так, в августе 1991 года редакция выступила против ГКЧП и поддержала здоровые силы молодой российской демократии.
Редакция организовала 6 корреспондентских пунктов в нескольких районных центрах области, чтобы иметь возможность оперативно и достоверно освещать жизнь омской глубинки. Со временем из них остался один – в Кормиловском районе.
Тираж газеты, выходившей на 48 страницах, достигал 100 000 экземпляров. Работа редакции была отмечена рядом дипломов областных и российских журналистских конкурсов . На первом же межрегиональном конкурсе журналистского мастерства «Сибирь – территория надежд»  газета заняла первое место. Творческие сотрудники редакции – авторы очерков, репортажей, фельетонов, аналитических статей – публиковались также во многих центральных изданиях, неоднократно побеждали во всероссийских профессиональных конкурсах, а обозреватель газеты Светлана Фёдорова была удостоена высшей журналистской награды, став лауреатом премии Золотое перо России.
На основании распоряжения Правительства Омской области от 3 февраля 2010 года № 11-рп «О реорганизации бюджетных учреждений Омской области, подведомственных Главному управлению по делам печати, телевещания и средств массовых коммуникаций Омской области» редакция газеты была реорганизована путем присоединения к Бюджетному учреждению Омской области «Редакция газеты «Омская правда».  С этого момента издание утратило статус юридического лица. Сегодня «Омский вестник» продолжает жить в ином качестве, являясь публикатором официальных документов регионального правительства и Законодательного собрания Омской области.

## Творческий коллектив
Первым главным редактором возрождённого «Омского вестника» стал Владимир Радул. В 1998 году эту должность занял Андрей Федоров, позднее на смену ему пришёл Владимир Иголкин.
У истоков издания стояли опытные омские журналисты – Валерий Мельников, Леонид Жилич, Светлана Фёдорова, Геннадий Мамонов, Галина Суханова, Евгений Терёхин.  
Творческий состав с годами менялся, и в разное время в редакции работали Виктор Гоношилов, Николай Лыкасов, Анатолий Грачев, Борис Хоряков, Игорь Спиридонов, Ольга Коновалова, Рита Ан, Татьяна Бессонова, Виктор Кощеев, Владимир Булычев, Виктория Стрельникова, Владимир Петров, Татьяна Минаева, Сергей Старовойтов, Нина Васильева, Александр Коршунов, Лев Грачёв, Сергей Комаровских, фотокорреспонденты   Сергей Крузман, Валерий Гашеев, Вячеслав Крузман, Владимир Филимонов.    